# GRINL1A
GRINL1A‏ (DNA-directed RNA polymerase II subunit GRINL1A, isoforms 4/5) هوَ بروتين يُشَفر بواسطة جين GRINL1A في الإنسان.